# Taenaris turdula
Taenaris turdula är en fjärilsart som beskrevs av Hans Fruhstorfer 1914. Taenaris turdula ingår i släktet Taenaris och familjen praktfjärilar. Inga underarter finns listade i Catalogue of Life.